# Pioneer 10

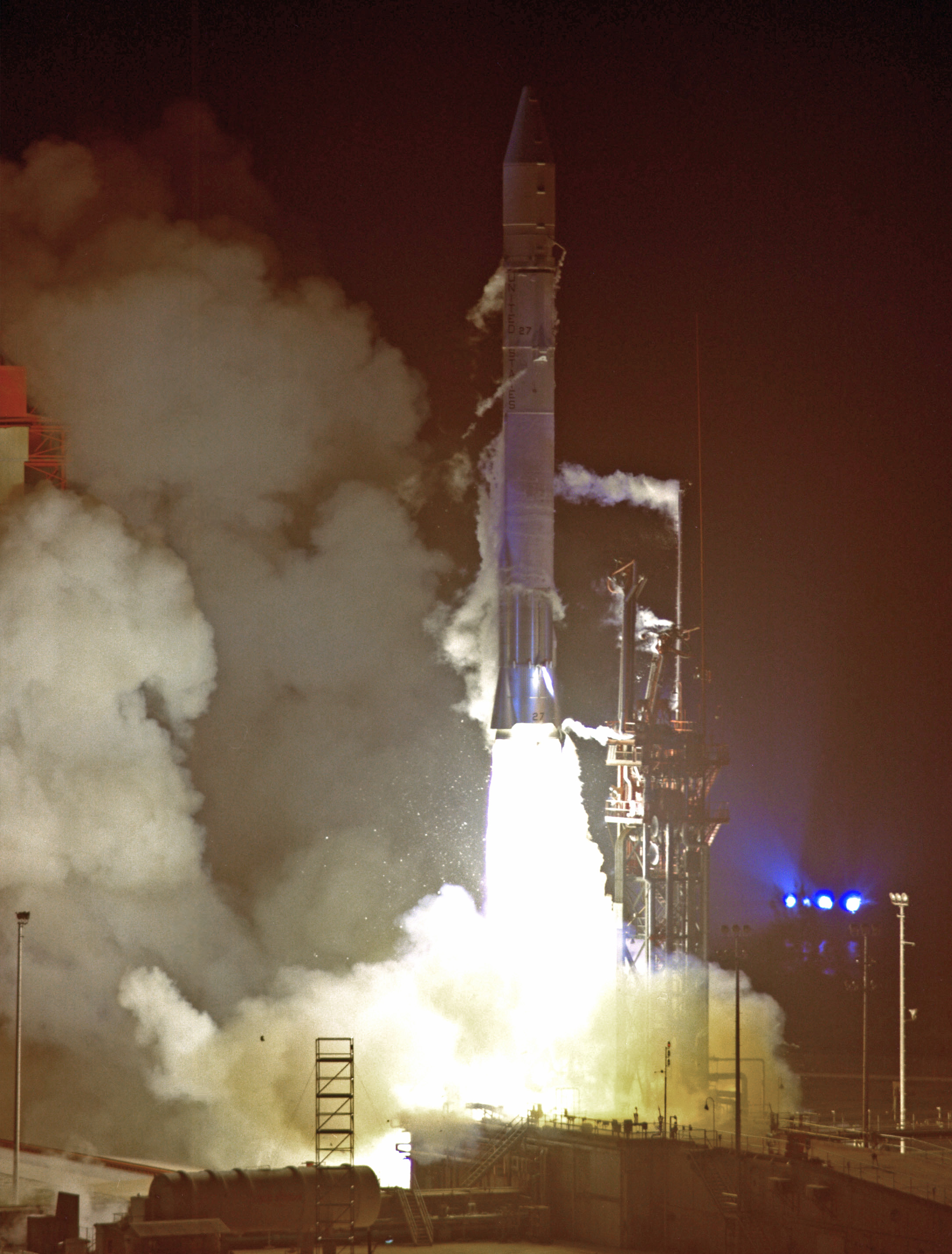
Start sondy Pioneer 10

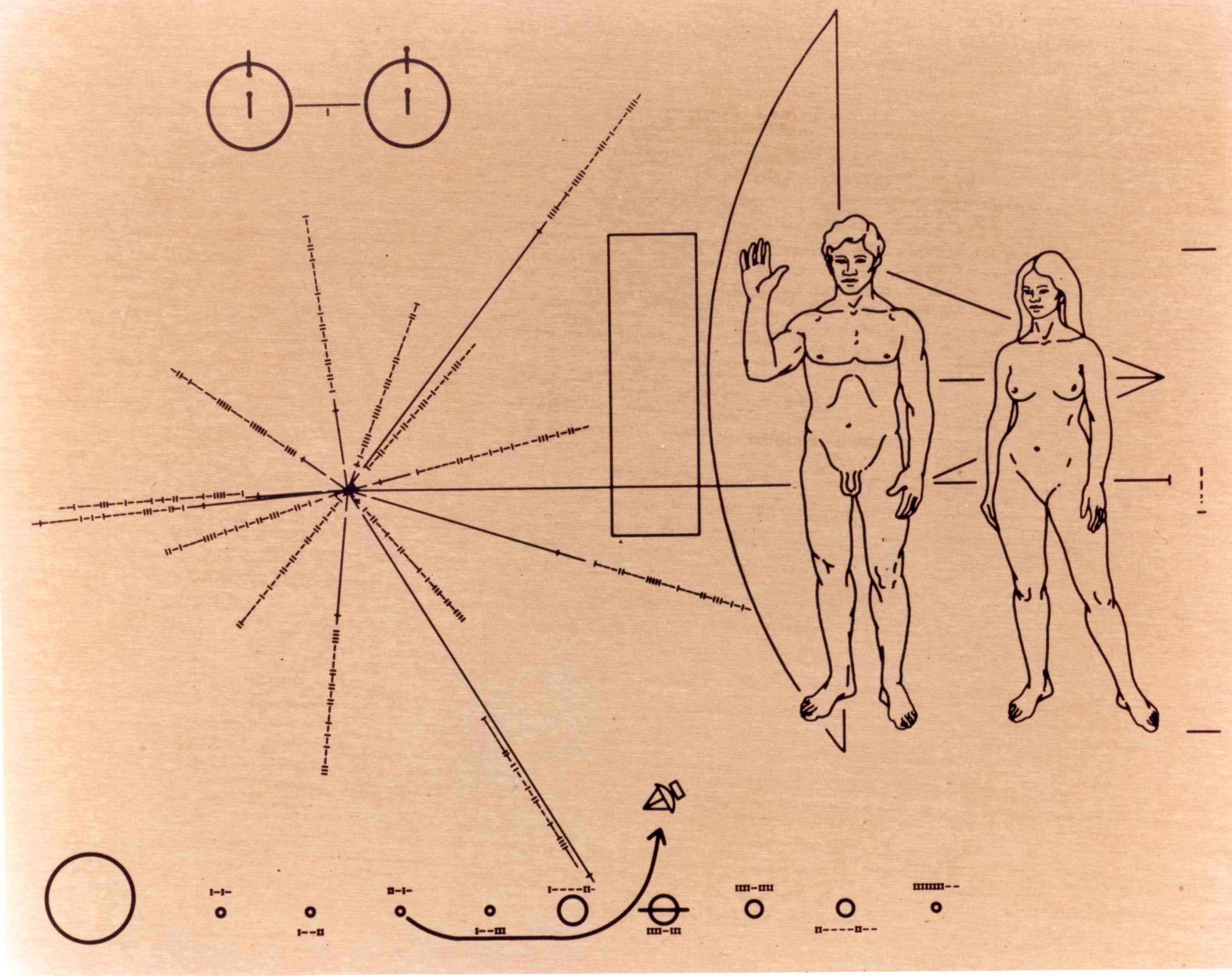
Przekaz ludzkości - plakietka na pokładzie sond Pioneer 10 i 11

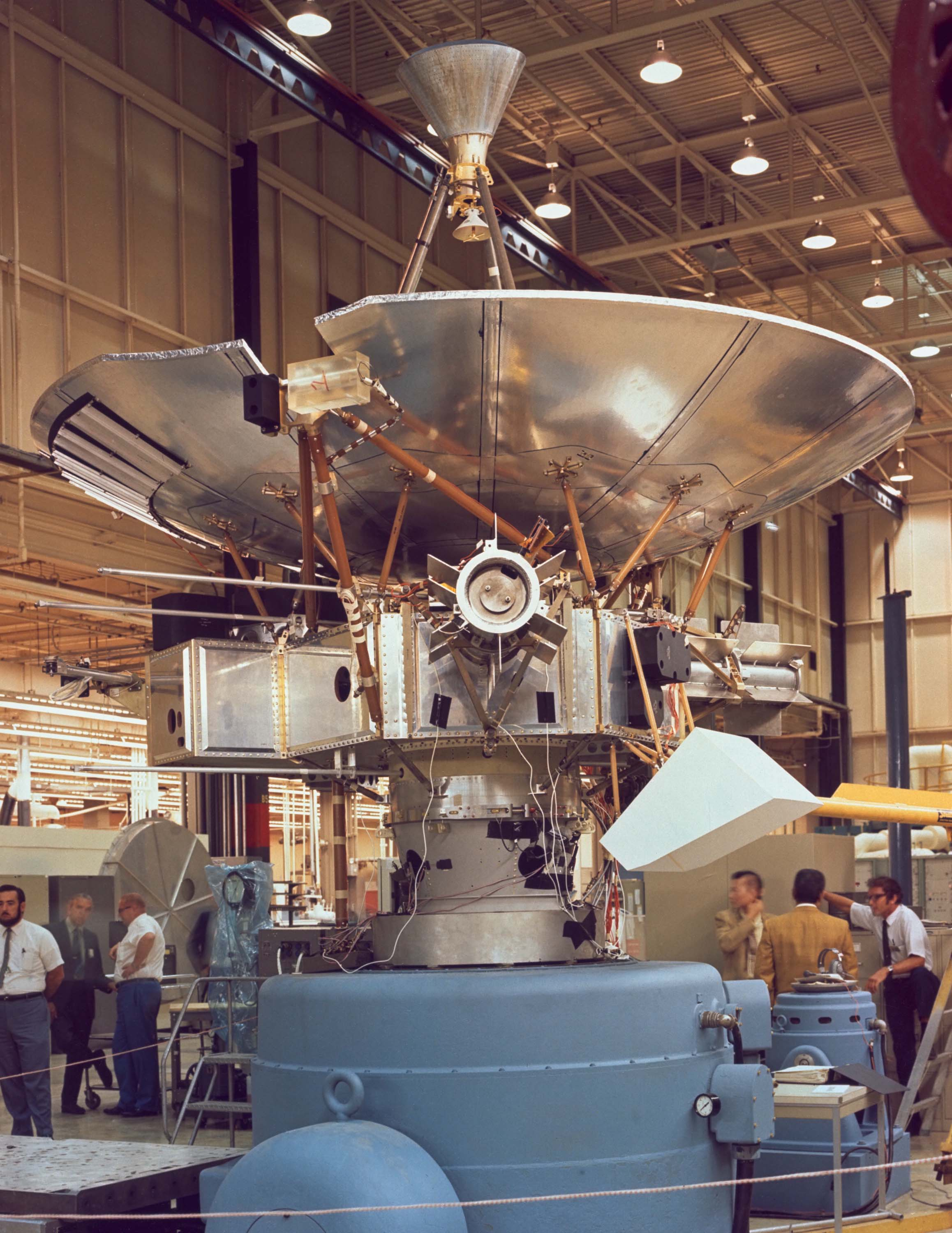
Pioneer 10 podczas montażu

Schemat konstrukcji sondy Pioneer 10

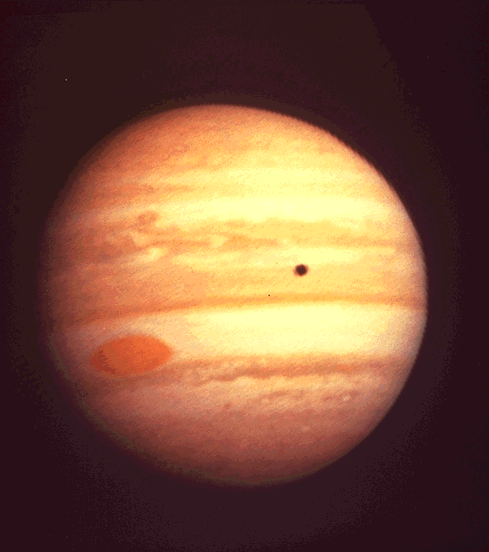
Fotografia Jowisza wykonana przez sondę Pioneer 10. Widoczny cień Io

Pioneer 10 – bezzałogowa sonda kosmiczna NASA wyniesiona 3 marca 1972 roku z przylądka Canaveral na Florydzie, z zespołu startowego nr 36, przy użyciu rakiety nośnej Atlas Centaur. Pierwszy próbnik badający Jowisza i pierwszy, który miał przebyć pas planetoid (wszedł w pas planetoid 15 lipca 1972). 3 grudnia 1973 roku przeleciała w odległości 130 354 km od Jowisza. Pioneer 10 przekazał na Ziemię 300 zdjęć planety, odkrył pasy radiacyjne i przekazał szczegóły na temat magnetosfery Jowisza. Sondę wykorzystano także do dokładniejszego wyznaczenia masy Jowisza i jego czterech księżyców galileuszowych. Pioneer 10 był pierwszą sondą, która przeleciała przez pas planetoid, dowodząc, że jest to bezpieczne. Wyniki badań magnetosfery Jowisza spowodowały przeprojektowanie sond Voyager 1 i 2, tak by pasy radiacyjne planety nie uszkodziły aparatury obu sond. Pioneer 10 stał się też pierwszą sondą, która osiągnęła prędkość ucieczki z Układu Słonecznego (tzw. trzecią prędkość kosmiczną).

## Cele misji
Do celów misji należało zbadanie międzyplanetarnych i planetarnych pól magnetycznych, parametrów wiatru słonecznego, obszarów heliosfery, obszarów neutralnego wodoru, właściwości pyłu kosmicznego, promieniowania kosmicznego, zorzy polarnej Jowisza, fal radiowych, atmosfery Jowisza i niektórych jego satelitów, a także wykonanie zdjęć Jowisza i jego satelitów.

## Konstrukcja sondy
Sondy Pioneer 10 i 11, których misje zostały zaakceptowane do realizacji w 1969 roku, były pierwszymi próbnikami, które miały przejść przez pas planetoid i zbadać otoczenie Jowisza. Zdobyte doświadczenia zostały wykorzystane przy budowie sond programu Voyager.
Konstrukcja była stosunkowo lekka – sonda miała masę zaledwie 260 kg, wliczając w to 30 kg instrumentów naukowych i 27 kg paliwa. Energii elektrycznej dostarczały 4 radioizotopowe generatory termoelektryczne typu SNAP-19 (RTG) (zawierające pluton-238) o całkowitej mocy przy starcie 155 W. Łączność zapewniała paraboliczna antena główna o średnicy 2,74 m oraz anteny pomocnicze. 

### Instrumenty naukowe
Na pokładzie sondy zostało zainstalowanych 11 instrumentów naukowych:
- Helium Vector Magnetometer – magnetometr
- Plasma Analyser – analizator plazmy
- Charged Particle Composition Instrument – detektor cząstek naładowanych
- Cosmic Ray Telescope – teleskop promieniowania kosmicznego
- Geiger Tube Telescopes – zestaw siedmiu liczników Geigera-Müllera
- Trapped Radiation Detector – detektor cząstek promieniowania uwięzionego
- Asteroid/ Meteoroid Detector (Sisyphus) – detektor planetoid i meteoroidów
- Meteoroid Detector – detektor meteoroidów
- Ultraviolet Photometer – fotometr ultrafioletu
- Imaging Photopolarimeter – fotopolarymetr obrazujący
- Infrared Radiometer – radiometr podczerwieni

## Zakończenie misji i dalsze losy
Po 25 latach od startu, 31 marca 1997 roku misja została oficjalnie zakończona. Pioneer 10 znajdował się wtedy w odległości 10 mld km od Słońca. Po raz ostatni dane telemetryczne z sondy odebrano 27 kwietnia 2002 roku. Ostatnie bardzo słabe sygnały zdołano odebrać 23 stycznia 2003 roku.
W 2012 r. Pioneer 10 osiągnął odległość 105 au od Słońca (blisko 16 mld km), znajdując się poza pasem Kuipera, oddalając się z prędkością 11,4 km/s (2,54 au/rok). W 2023 r. znajdował się ok. 133,5 au od Ziemi (blisko 20 mld km). Jego prędkość względem Słońca wynosiła 11,9 km/s, tj. ok. 2,51 au/rok. Obserwowana wielkość gwiazdowa Słońca, widzianego z pokładu sondy, wynosiła −16,1 magnitudo. Światło słoneczne potrzebowało wtedy 18,6 godzin, by dotrzeć do sondy. 
Pioneer 10 jest pierwszym obiektem ziemskim, który dotarł do zewnętrznych obszarów Układu Słonecznego i kiedyś, jeśli nie wystąpią żadne niespodziewane czynniki w rodzaju kolizji z jakąś materią, opuści go zupełnie.